# Segundo Tempo
Segundo Tempo é um filme de drama teuto-brasileiro de 2023 dirigido e escrito por Rubens Rewald. O filme é protagonizado por Priscila Steinman e Kauê Telloli como dois irmãos jovens que nunca tiveram um bom relacionamento e decidem viajar para a Alemanha para descobrir a história desconhecida de sua família após a morte de seu pai. O filme conta ainda com a atuação de atores brasileiros e alemães, como Michael Hanemann, Renata Jesion e Thais de Almeida Prado.

## Enredo
Os irmãos Ana (Priscila Steinman) e Carl (Kauê Telloli) são descendentes de um imigrante alemão que se mudou para o Brasil em busca de novas histórias e oportunidades. Embora não tivessem um relacionamento próximo durante suas vidas, eles são obrigados a se reconectar após uma grande perda familiar. Juntos, iniciam uma jornada de autoconhecimento e descobertas, explorando tanto o Brasil quanto a Alemanha em busca de seus próprios caminhos e identidades.
Os dois decidem seguir os passos de seu pai e avô e mergulham na história de sua família durante o século XX. Ao buscar suas raízes, eles ganham uma compreensão mais profunda de suas origens e conseguem reconstruir sua própria relação. Para isso, é necessário investigar e reunir fragmentos da história de seus antepassados, a fim de montar o grande quebra-cabeça familiar que tanto os intriga.

## Elenco
- Priscila Steinman como Ana
- Kauê Telloli como Carl
- Michael Hanemann como Helmut
- Renata Jesion como Airway Crew
- Thaís de Almeida Prado como Gabriela "Gabi"

## Produção
Segundo Tempo é uma coprodução entre Brasil e Alemanha. A equipe de produção é composta por profissionais dos dois países, assim como o elenco de atores. O diretor do filme revelou em uma entrevista que tem uma conexão pessoal com a história de imigrantes, já que sua própria família é composta por imigrantes. Seu pai fugiu da Alemanha durante a Segunda Guerra Mundial, enquanto a família de sua mãe veio da Hungria e da Turquia para escapar da guerra entre Turquia e Grécia. Durante a década de 1950, todos se encontraram em São Paulo, tentando recomeçar suas vidas em um novo país. Embora seja uma obra de ficção, Segundo Tempo reflete fortemente as experiências pessoais e familiares do diretor.
O filme foi rodado e pós-produzido em 2019 e ficou finalizado por anos antes de seu lançamento. O filme foi gravado tanto no Brasil quanto na Alemanha, assim como acontece na trama. Rubens Rewald afirmou que cerca de 30% ou 40% da produção se passa no país europeu, mas as cenas internas foram todas rodadas no Brasil. O diretor descreveu a experiência como uma troca maravilhosa, onde puderam ver outras formas de ver o mundo e de fazer cinema. Além disso, destacou que foi interessante ver como a equipe alemã se mostrou engajada no filme.

## Lançamento
O filme foi exibido em vários festivais nacionais e internacionais, tendo recebido reconhecimento em muitos deles. No Festival de Cinema Judaico em Punta del Este, o filme ganhou o prêmio de Melhor Filme Latino-Americano, e também foi selecionado para participar do Festival do Rio, que ocorreu entre 6 e 16 de outubro de 2022. Internacionalmente, foi selecionado para o Festival Inffinito de Miami, Festival de Cinema Judaico em Boston e Festival de Cinema Judaico de Nova York. No Brasil, foi lançado nos cinemas em 16 de março de 2023 pela Pandora Filmes.

## Recepção

### Crítica
O filme não teve uma boa resposta da crítica especializada. Para o site Ultraverso, Taynna Gripp escreveu que o filme é superficial ao abordar temas profundos e complexos. Gripp acredita que o filme apresenta muitas ideias interessantes, com destaque para a ideia central que sustenta a trama: conhecer nossas raízes é fundamental para alcançar o autoconhecimento. No entanto, embora apresente boas ideias, o filme infelizmente não é tão competente na execução delas, muitas vezes perdendo-se no desenvolvimento da trama. Em parte, isso pode ser atribuído ao roteiro, que não explora a fundo nenhuma das escolhas feitas. Ela finalizou sua crítica dizendo que é difícil se conectar com a dor dos personagens ou com sua jornada de redenção, tornando-se difícil criar empatia, e que a única certeza é que a humanidade é um mistério, e apenas nos resta torcer para que Ana e Carl tenham encontrado algum conforto, mesmo que seja através das memórias de seu pai.
Franciso Carbone, crítico do site Cenas de Cinema, fez elogios ao desemepenho dos protagonistas, mas também citou a superficialidade do enredo, dizendo que Priscila Steinman e Kauê Telloli interpretam seus personagens de forma delicada, dentro dos limites do roteiro de Segundo Tempo. Embora não seja suficiente para transformar o filme em sua totalidade, Rubens Rewald conseguiu transmitir a ideia de libertação dentro da letargia que muitas vezes acompanha a busca por nossa identidade. Segundo ele, isso é um conceito poderoso, que ressalta que os resultados são menos importantes do que a paz interior que os indivíduos podem encontrar consigo mesmos.
Eduardo Kaneco, do site Leitura Fílmica, atribuiu ao filme uma nota 5 dentro 10. Ele escreveu que ss diálogos de Segundo Tempo são bem escritos e aproveitam a dinâmica entre irmão e irmã, um tema pouco explorado no cinema, o que é uma pena, pois pode acrescentar uma qualidade diferenciada, como visto até em um filme de terror B como Olhos Famintos. Além disso, os protagonistas possuem características únicas que enriquecem a trama.

### Prêmios e indicações
| Ano  | Associações                                  | Categoria                     | Recipiente(s) | Resultado | Ref.  |
| ---- | -------------------------------------------- | ----------------------------- | ------------- | --------- | ----- |
| 2022 | Festival de Cinema Judaico de Punta del Este | Melhor Filme Latino-Americano | Segundo Tempo | Venceu    | [ 3 ] |